# Debbie Austin
Debbie Austin, född 1 februari, 1948 i Oneida i New York är en amerikansk golfspelare.
Austin började att spela på den amerikanska LPGA-touren 1968 där hon under sin karriär vann sju tävlingar, varav fem 1977 då hon tillsammans med Judy Rankin var den segerrikaste spelaren på touren. Samma år vann hon Australian Open på Manly Golf Club i Sydney.

## Meriter

### Segrar på LPGA-touren
- 1977 Birmingham Classic, Hoosier Classic, Pocono Northeast Classic, Long Island Charity Classic, Wheeling Classic
- 1978 American Cancer Society Classic
- 1981 Mayflower Classic

### Övriga segrar
- 1977 Australian Open

### Utmärkelser
- 1977 Golf Digest's Most Improved Player, LPGA Best Driver